# Mătăsari
Mătăsari è un comune della Romania di 5241 abitanti, ubicato nel distretto di Gorj, nella regione storica dell'Oltenia.
Il comune è formato dall'unione di 5 villaggi: Brădet, Brădețel, Croici, Mătăsari, Runcurel.
Sede di varie cave per l'estrazione del carbone, dove lavorano gran parte degli uomini.